# Авраамий (Дернов)
Архиепи́скоп Авраа́мий (в миру Анато́лий Ива́нович Дерно́в; 29 июля 1874, село Верх-Порзи, Глазовский уезд, Вятская губерния — 1 мая 1942, рабочий посёлок Кодино, Онежский район, Архангельская область) — епископ Русской православной церкви, архиепископ Глазовский.

## Биография
Был четвёртым из шестерых детей священника Иоанна Дернова. Почти всё его детство прошло в Глазове. До девяти лет мальчик «жил при родителях», обучался в приходской школе, затем Глазовском духовном училище. В августе 1890 года поступил в Вятскую духовную семинарию, по окончании которой получил рекомендации к поступлению в Московскую духовную академию. Но будущий пастырь выбрал миссионерский факультет Казанской духовной академии дабы посвятить свою жизнь проповеди православия народам Азии.
31 марта 1900 года 25-летний студент III курса Анатолий Дернов в академической церкви ректором Казанской духовной академии епископом Чистопольским Антонием (Храповицким) был пострижен в монашество с именем Авраамий в честь мученика Авраамия Болгарского. В том же году рукоположён в иеродиакона, а затем иеромонаха.
В 1901 году окончил Казанскую духовную академию со званием действительного студента с правом получить степень кандидата богословия без новых устных испытаний.
Отказавшись от назначения на должность преподавателя русского языка в первом классе Уфимского духовного училища, иеромонах Авраамий прибыл в Пророко-Ильинский храм на должность миссионера в Шульбинский стан Киргизской миссии. Через год был переведён в Центральный стан, находившийся в Семипалатинске, и за усердные труды награждён наперсным крестом.
В 1910 году по рекомендации своего однокашника и собрата по постригу в Казанской академии начальника Киргизской миссии архимандрита Владимира (Тихоницкого), иеромонах Авраамий стал настоятелем Супрасльского монастыря Гродненской епархии, бывшей оплотом Православия на территории Царства Польского.
Летом 1915 года братия Супрасльского монастыря вместе со святынями была эвакуирована в Москву, в Высоко-Петровский монастырь. Архимандрит Авраамий был освобожден от обязанностей наместника обители. Согласно сведениям, которые епископ сообщил на допросах, он до 1917 года, эвакуировавшись из Гродненской губернии ввиду наступления немецких войск, «проживал в качестве беженца сначала в гор. Москве, а затем и в гор. Вятке и определённо нигде не служил». В Москве Авраамий жил в Высоко-Петровском монастыре. В 1917 года он находился «на своей родине в гор. Глазове Вят. губ. у брата». Затем Авраамий «временно проживал в городах Москве, Вятке и Казани». Приводимый у Мануила (Лемешевского) факт его служения архимандритом в Александро-Невской лавре в 1917 году не соответствует действительности. Митрополит Мануил перепутал его с архимандритом Авраамием (Чурилиным).
16 октября 1920 года, когда был назначен «наместником архимандрита-настоятеля» Вятского Трифонова монастыря, где после «красного террора» оставалось всего два иеромонаха.
9 мая 1922 года был арестован Патриарх Тихон. Воспользовавшись этим, группа священников-обновленцев организовала «Высшее церковное управление» (ВЦУ) и разослала своих представителей во все епархии. В начале августа 1922 года в Вятку прибыл эмиссар ВЦУ священник Утробин. Он не нашёл поддержки у епископа Вятского и Слободского Павла (Борисовского) и епископа Глазовского Виктора (Островидова), отказавшихся признать ВЦУ и подчиниться таким образом обновленцам. В ночь на 27 августа епископы Павел и Виктор вместе со своим окружением были арестованы и отправлены в Бутырскую тюрьму Москвы. Весной 1923 года последовали новые аресты среди «тихоновского» духовенства Вятской епархии.
19 августа 1923 года члены монастырского совета Трифонова монастыря города Вятки обратились к патриарху Тихону с просьбой ввиду ареста архиепископа Вятского Павла (Борисовского) и епископа Уржумского Виктора (Островидова) хиротонисать отца Авраамия во епископа Уржумского.
6 сентября 1923 года патриарх Тихон благословил хиротонисать архимандрита Авраамия во епископа Уржумского, поручив ему управление всеми приходами Вятской епархии. Хиротония состоялась 16 сентября в Москве.
В книге «Архивы Кремля» приводится такая характеристика того периода:

К настоящему моменту в гор. Вятке имеется восемь обновленческих церквей, и восемь тихоновских, как обновленцы, так и никоновцы обладают — одинаковым количеством церквей, но симпатия верующих находится на стороне тихоновцев и как церкви как церкви всегда бывают переполнены. Во главе тихоновской группы стоит ставленник быв. патр[иарха] Тихона — епископ Уржумский Авраамий (Дернов) свою деятельность проявляет только лишь в совершении частных торжественных богослужен[ий] в тихоновских церквях <…> С некоторым упадком и ослаблением деятельности обновленцев, наблюдается усиление тихоновщины, которые в своей работе среди верующей массы, занимаются антиобновленческой агитацией, и пропагандой, достигая этим своей цели и в результате чего, миряне выгоняют из церквей — обновленцев и восстанавливают в правах Тихоновцев.
27 декабря 1923 года арестован в первый раз. В мае 1924 года освобождён под подписку о невыезде. В 1924 году епископ Виктор (Островидов) дал ему такую характеристику: «Владыка Авраамий — великий человек по своему смирению пред Богом. Наверное, его тоже сошлют куда‐либо далеко. Помоги ему, Господи!».
Второй арест последовал почти через год, 6 марта 1925 года. По мнению вятского исследователя Е. В. Кустовой, поводом для задержания владыки Авраамия послужила его активная помощь ссыльным вятским епископам Павлу и Виктору и священникам, а также всем осуждённым по церковным и политическим делам Вятского исправдома.
В конце 1925 года арестован прямо во время богослужения. Приговорён к трём годам ссылки. Отбывал ссылку в селе Гыбад Усть-Сысольского уезда Зырянского края.
В январе 1928 года, вернувшись из ссылки, поселился в Глазове. Обратился к архиепископу Вятскому Павлу (Борисовскому) с просьбой принять его в епархию и не считать противником ни митрополита Сергия, ни архиепископа Павла (епископ Авраамий считался человеком, близким епископу Виктору). Письмо было рассмотрено на заседании временного Вятского епархиального совета 11 января 1928 года и в силу его значимости для епархиальных дел было разослано в копиях по благочиниям.
Не имея возможности управлять Уржумским викариатством, епископ Авраамий предполагал уйти на покой и в конце декабря 1928 года подал соответствующее прошение митрополиту Сергию. Однако к этому времени церковная ситуация в Глазовском уезде изменилась: в конце 1928 — начале 1929 года три благочиннических округа, принеся покаяние в подчинении епископу Виктору, присоединились к митрополиту Сергию. Котельнический епископ Никифор (Ефимов), временно управлявший в начале 1929 года Вятской епархией, обратился 14 февраля к митрополиту Сергию с рапортом, в котором просил разрешить епископу Авраамию управлять выходящими из раскола приходами Глазовского уезда с временным предоставлением статуса правящего архиерея. В начале марта 1929 года из Патриархии был получен указ, датированный 22 февраля, в котором Авраамию, епископу Уржумскому, поручалось «временно окормлять присоединившиеся приходы Глазовского уезда с непосредственным сношением с Патриархией». Под управлением епископа Авраамия оказалось около 30 храмов в Глазове и в нескольких сёлах Глазовского уезда (ранее, 3 мая 1927, все другие церкви Глазовского уезда, сохранившие верность митрополиту Сергию, его указом были переданы Ижевской епархии).
Имя епископа Авраамия возносилось за богослужениями во всех храмах Вятской епархии, что было одним из средств борьбы с последователями епископов Виктора (Островидова) и Нектария (Трезвинского). В марте 1932 года по предложению архиепископа Котельнического Евгения (Зёрнова), управлявшего Вятской епархией, временный Вятский епархиальный совет постановил прекратить возношение имени Авраамия, бывшего епископа Уржумского, в церквах Вятской епархии.
9 мая 1935 года назначен вторично епископом новообразованной Глазовской епархии, которая на тот момент насчитывала 28 действующих храмов. В Глазове жил в сторожке Преображенского собора.
В начале 1937 года городские власти закрыли Преображенский собор в Глазове под предлогом необходимости его ремонта. Вместе с делегацией духовенства и верующих епархии посетил митрополита Сергия в Москве с ходатайством об открытии собора. Там 9 января 1937 года был возведён в сан архиепископа. Поскольку собор не был возвращён, архиепископ Авраамий совершал богослужения в своей квартире в Глазове в присутствии немногих прихожан, начиная службу в 4 часа утра.
10 мая 1937 года арестован. Заключение отбывал сначала в глазовской тюрьме, затем во внутренней тюрьме НКВД Удмуртской АССР в Ижевске. Предъявленное обвинение в антисоветской агитации отверг, сказав лишь, что закрытие храма является гонением на верующих и нарушением Конституции.
4 ноября приговорён к 10 годам тюремного заключения, 30 августа 1938 года последовало распоряжение о его ссылке в северо-восточные лагеря.
После двух лет и трех месяцев, проведённых в тюрьмах Ижевска и Глазова, архиепископ Авраамий недолгое время находился в заключении в Ленинградской и Соловецкой тюрьмах. Второго ноября 1939 года владыку перевели в Сорокский исправительно-трудовой лагерь НКВД. Как следует из его личного дела, первое время он отбывал срок во втором строительном участке Сороклага, расположенном в старинном поморском селе Сумский Посад. Год спустя, в сентябре 1940 года, архиепископ Авраамий находился на территории Сорокского отдельного лагерного пункта (ОЛП) в городе Беломорске. Врачебная комиссия лагеря неоднократно отмечала старческую дряхлость архиепископа Авраамия, страдавшего после долгого пребывания в сырых тюремных камерах от миокардита и артериосклероза. Вскоре владыка оглох на оба уха, его признали инвалидом и освободили от общих работ.
Окончательно обессилев, «заключенный Дернов» 16 марта 1942 года был помещён в стационар «колонны № 38» Кодинского ОЛП, находившегося рядом с железной дорогой при рабочем посёлке Кодино Онежского района Архангельской области, где он скончался 1 мая того же года.
В 1970-е годы имя погибшего за веру архиепископа Авраамия было внесено Церковью на «вечное» поминовение в Троице-Сергиевой лавре.